# Jon Olof Söderblom
Jon Olof Nathan Annasson Söderblom, född 27 juni 1906 i Helga Trefaldighets församling, Uppsala län, död 15 januari 1981 i Funbo församling, Uppsala län, var en svensk ämbetsman. 
Jon Olof Söderblom var son till Nathan Söderblom och Anna Forsell och bror till bland andra Helge Söderblom, Sven och Staffan Söderblom.
Efter studentexamen i Uppsala 1923 blev han filosofie kandidat vid Uppsala universitet 1929, var handsekreterare hos statsministern (däribland Per Albin Hansson) 1932–1939 och 1940–1952, utrikesministerns sekreterare 1952–1962, förste kanslisekreterare vid Utrikesdepartementet 1962 och blev förste byråsekreterare i disponibilitet 1967. Han var sekreterare i föreningen Norden 1937–1941.
Söderblom gifte sig 1932 med Anna Lisa Berkling (1908–1987), dotter till Per Albin Hansson, och fick en dotter, författaren Ansi Jackson (född 1936). Äktenskapet upplöstes senare. Från 1968 till sin död var han sedan med gift med Anna Ingegärd Söderblom (1915–2004).
Jon Olof Söderblom är begravd på Uppsala gamla kyrkogård.